# Strausstown
Strausstown es un borough ubicado en el condado de Berks en el estado estadounidense de Pensilvania. En el año 2000 tenía una población de 339 habitantes y una densidad poblacional de 741.2 personas por km².

## Geografía
Strausstown se encuentra ubicado en las coordenadas 40°29′31″N 76°11′03″O / 40.49194, -76.18417.

## Demografía
Según la Oficina del Censo en 2000 los ingresos medios por hogar en la localidad eran de $38,125 y los ingresos medios por familia eran $48,594. Los hombres tenían unos ingresos medios de $30,536 frente a los $21,250 para las mujeres. La renta per cápita para la localidad era de $19,733. Alrededor del 5% de la población estaba por debajo del umbral de pobreza.